# Zvolen
Zvolen (maďarsky Zólyom, německy Altsohl) je slovenské okresní město v Banskobystrickém kraji, 18 km jižně od Banské Bystrice na jihu Zvolenské kotliny u soutoku Hronu a Slatiny. V roce 2017 zde žilo přes 42 600 obyvatel a Zvolen tak byl 12. největším slovenským městem.

## Městské části
Městská část 1: Sekier, Záhonok, Lipovec, Môťová, Kráľová, Sekierska dolina
Městská část 2: Zlatý potok, Bakova jama, Lukové, Zolná
Městská část 3: sídlisko Západ-Tepličky, Stráž
Městská část 4: Podborová, Borová Hora
Městská část 5: Centrálna mestská zóna Východ
Městská část 6: Centrálna mestská zóna Západ

## Historie

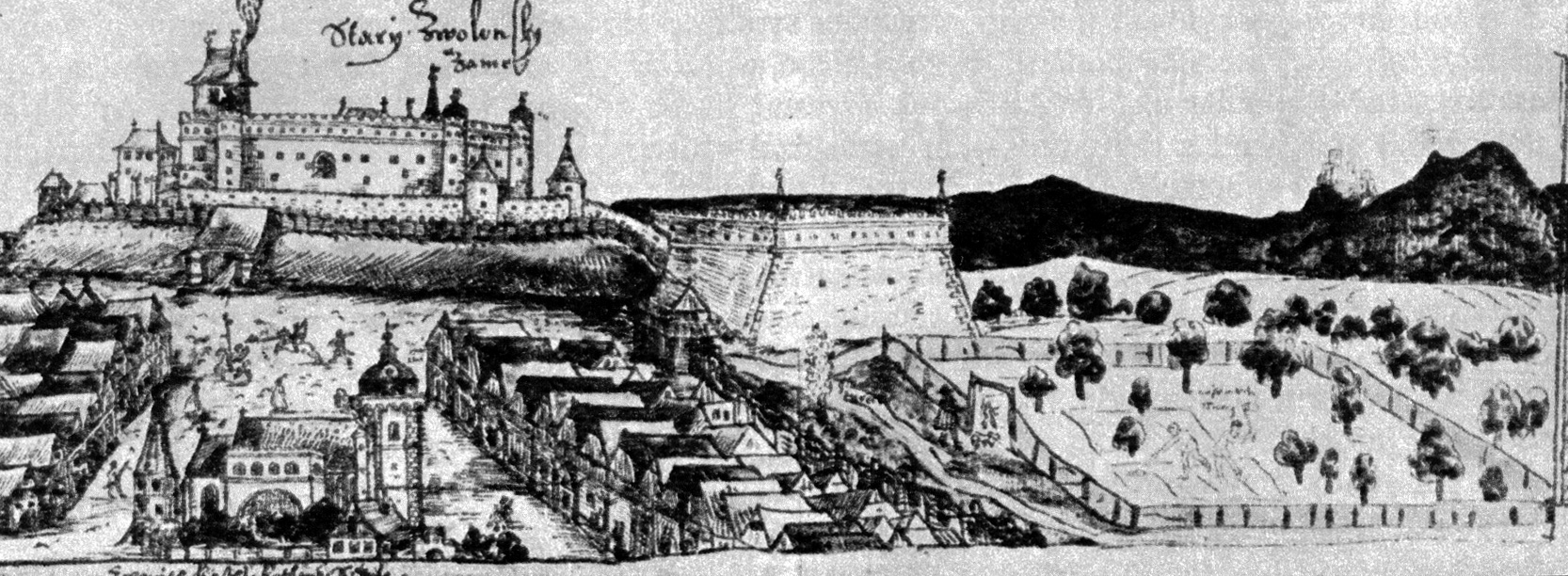
Zvolen v roce 1596

V eneolitu se zde nacházelo sídliště, osídlení tu bylo i v době bronzové a římské. Po stěhování národů, přibližně v 8. století byl dnešní Zvolen osídlen Slovany. V roce 1239 existovalo již podle záznamů pod hradem, kterému se říkalo Pustý, několik osad. Ve 13. století vybudoval král Ludvík I. nový hrad, který od 15. století převzal po Pustém hradu funkci centra Zvolenské stolice. Hrad byl v 16. a 18. století upraven do současné podoby.
Rozvoj železnice v době průmyslové revoluce (70. léta 19. století) způsobil, že se město začalo rozrůstat. Během druhé světové války tu bylo důležité centrum Slovenského národního povstání.

## Pamětihodnosti
- Zvolenský hrad, gotická stavba zbudovaná Ludvíkem z Anjou roku 1382, v centru města nad Náměstím SNP s expozicí gotických plastik a fresek
- Náměstí s historickými domy a gotickým kostelem sv. Alžběty
- Evangelický kostel svaté Trojice z roku 1795 a přestavěny v roce 1922 v neogotickém slohu.
- Pustý hrad, rozsáhlá zřícenina v lese asi 2 km jihozápadně od centra, nad soutokem Hronu a Slatiny.
- Divadlo Jozefa Gregora Tajovského
- Park ušlechtilých duší je součástí židovského hřbitova jako připomínka Slováků, kteří se podíleli na záchraně Židů během holocaustu.
- Borová hora, kopec na levém břehu Hronu s termálním jezírkem. Místní Technická univerzita zde má dendrologické arboretum.
- Přírodní památka Zolniansky lahar
- Minerální pramen Medokýš

## Osobnosti
- Valentín Balaša (1554–1594), renesanční básník
- Ladislav Bobiš (1922–1990), slovenský odborník na výživu, ředitel Výskumného ústavu hydinárského priemyslu v Bratislavě
- Jozef Cíger-Hronský (1896–1960), spisovatel a nakladatel
- Daniel Ertl (1886–1962), politik, poslanec a starosta města
- Jozef Fedora (1910–1975), slovenský malíř, grafik, pedagog
- Jaromír Homolka (1926–2017), český historik umění, zvolenský rodák
- Václav Ježek (1923–1995), fotbalový trenér, zvolenský rodák
- Milan Lasica (1940–2021), herec
- Mária Mázorová (rozená Panczaková) (1928–2016), slovenská folkloristka, choreografka, zakladatelka dvou folklorních souborů
- Vladimír Mečiar (* 1942), slovenský premiér
- Ivan Palúch (1940–2015), herec
- Július Trnka (1910–1989) – důstojník československé a slovenské armády, účastník SNP
- Milan Vesel (1903–1984), vojenský velitel, účastník SNP
- Miloš Vesel (1909–1989), vojenský velitel, účastník SNP
- Mirko Vesel (1903–1976), vojenský velitel, účastník SNP

## Doprava

### Železniční doprava
Ve městě je železniční uzel se železniční stanici Zvolen osobná stanica, který spojuje trati:
- Nové Zámky – Zvolen
- Zvolen – Košice
- Zvolen – Vrútky
- Zvolen – Čata
- Zvolen – Diviaky

### Silniční doprava
Přes město vede evropská silnice E58, silnice I/66 a začíná zde silnice I/16.  Městská hromadná doprava provozuje 15 autobusových linek.

### Letecká doprava
7 km severně od centra města je mezinárodní letiště Sliač se smíšeným vojenským a civilním provozem. Základnu zde má Taktické křídlo Otto Smika Sliač Vzdušných sil Slovenské republiky.

## Sport
Ve městě sídlí tyto kluby:
- HKm Zvolen hrající Extraligu
- MFK Lokomotíva Zvolen hrající 2. slovenskou fotbalovou ligu

Krom toho se ve městě konalo Mistrovství světa juniorů v ledním hokeji 1977 a Mistrovství světa v hokejbalu 1999.

## Průmysl a instituce
Ve Zvolenu sídlí automobilový, dřevozpracující, oděvní a masný (drůbežářské závody) průmysl. Vznikla zde Vysoká škola lesnícka a drevárska. Také zde sídlí Slovenská národní galerie a divadlo Jozefa Gregora Tajovského, muzeum a botanická zahrada.

## Partnerská města
- Imatra, Finsko
- Tótkomlós, Maďarsko
- Prachatice, Česko
- Rivne, Ukrajina
- Zwoleń, Polsko

Zvolen je dále členem Douzelage, sdružení vybraných měst ze zemí Evropské unie.

## Fotogalerie

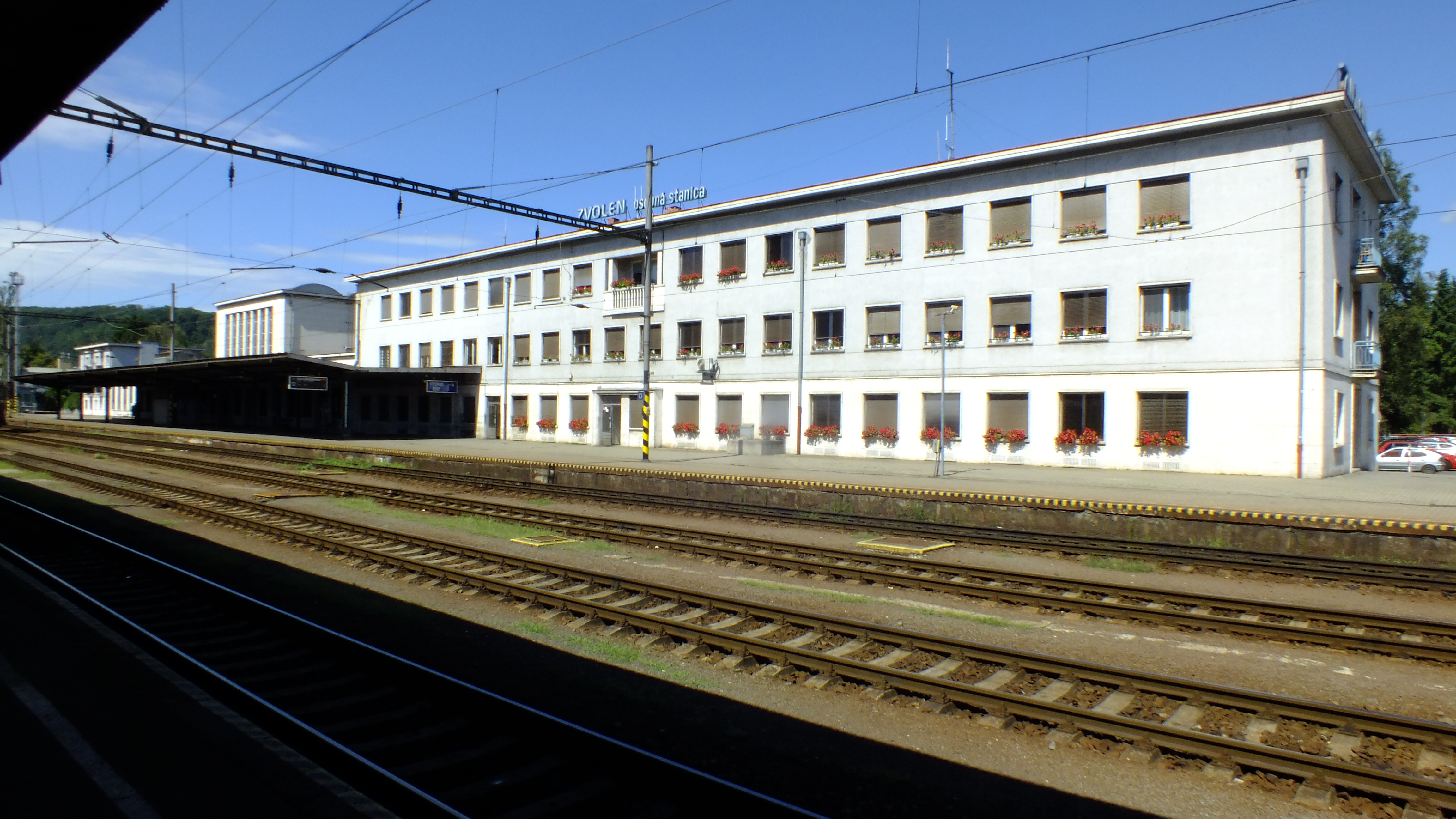
Železniční stanice
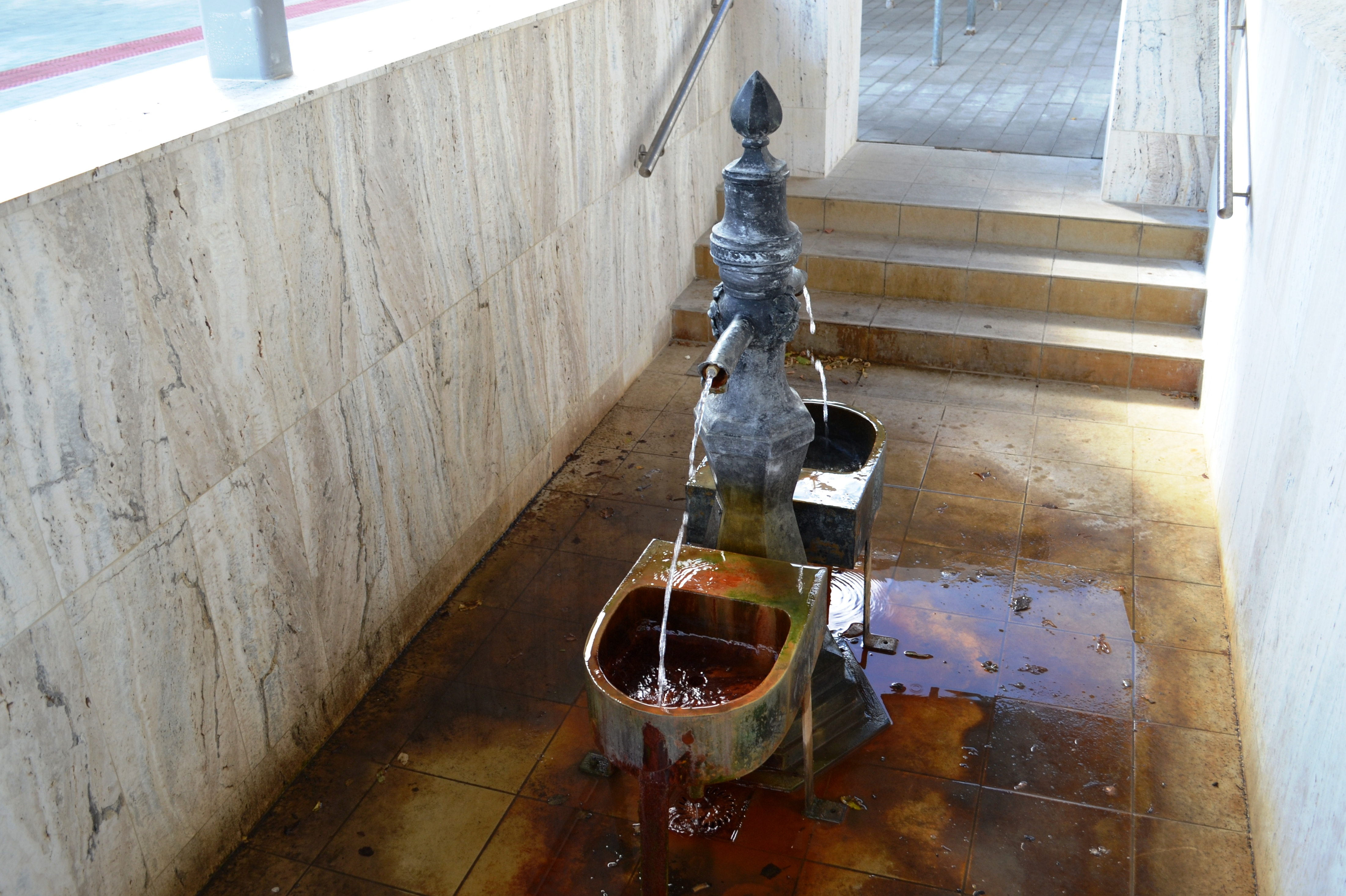
Minerální pramen Medokýš